# Вапишана (язык)
Вапишана (Aruma, Uapixana, Vapidiana, Wapichan, Wapichana, Wapisana, Wapishana, Wapishshiana, Wapisiana, Wapitxana, Wapixana, Wapixána, Wapixiana, Wapixiána) — аравакский язык, на котором говорит народ вапишана, который проживает на юго-западе Гайаны (южнее гор Кануку, несколько деревень северо-восточнее ареала языка вайвай) и на 23 землях коренных народов в штате Рорайма в Бразилии. Число носителей — 12,5 тыс. чел., из них в Гайане — 6 тыс., в Бразилии — 6,5 тыс.
Имеет диалекты амариба и аторай. В 1970-х годах вапишана сообщали, что говорят на португальском в качестве первого языка.
Алфавит на основе латиницы: a, ai, ao, au, b, ch, d, dy, i, k, m, n, ny, o, p, r, s, sh, t, u, w, y, z.